# Pordoijoch
Das Pordoijoch (italienisch Passo Pordoi; fassanisch-ladinisch Jouf de Pordoi, buchensteinisch-ladinisch Jou de Pordou) ist ein 2239 m s.l.m. hoher Pass der Dolomitenstraße und liegt zwischen der Sella- und Marmolatagruppe in Südtirol, Italien. Es verbindet Canazei im Fassatal in der Provinz Trient mit Arabba in Buchenstein in der Provinz Belluno und damit das Fassatal mit dem Tal des Cordevole und dabei auch Cortina d’Ampezzo mit Bozen.

## Etymologie
Der Pass ist nach dem nordwestlich liegenden Sass Pordoi benannt. Der Name Pordoi taucht in der Form Phurdau erstmals 1260 schriftlich auf und 1358 in der Form Monte Prodoy. Der Flurname geht nach Giulia Mastrelli Anzilotti wahrscheinlich auf eine Metathese des lateinischen pratum (dt. Wiese) oder petra (dt. Stein) zurück. Aus historischen Aufzeichnungen lässt sich schließen, dass Pordoi sich vom dialektalen pradón ableitet, was in etwa Wiesenfläche bedeutet.

## Lage
Das Pordoijoch ist umgeben vom 3181 m hohen Langkofel (im Nordwesten), den zum Sella-Massiv gehörenden Plateaufelsen Sass Pordoi (2950 m), Sass de Forca (2917 m) und der höchsten Felsspitze Piz Boè (3152 m) im Norden, sowie im Süden vom westlichen Ausläufer des zur Marmolatagruppe zählenden Padonkamms, zu dem Belvedere (2650 m) und Porta Vescovo (2562 m) gehören. Dieser Vorkamm verdeckt die Aussicht auf die Marmolata, die erst von der Kammhöhe aus zu sehen ist.
Südöstlich des Pordoijochs auf venetischer Seite entspringt der Fluss Cordevole, der das Buchensteintal durchfließt und 70 Kilometer weiter südlich in den Piave mündet; er ist der größte rechte Nebenfluss des Piave. Die Aussicht nach Osten reicht über Arabba hinweg auf die Fanesgruppe und Tofane.

## Geschichte
Die Geschichte des Pordoijochs beginnt mit dem Bau der Großen Dolomitenstraße, die in diesem Streckenabschnitt 1901 begonnen wurde und 1905 vollendet war. Das Hotel Savoia und das Hotel Pordoi, in denen teilweise noch die originären Jugendstil-Fresken erhalten sind, waren die ersten Hotels auf dem Pass. Davor bestand seit 1902 bereits eine Unterkunftshütte der DuÖAV Sektion Meran, gebaut und geleitet von Maria Dezulian, einer Schwester der Bergsteiger-Legende Tita Piaz.
Diese erste Phase der Entwicklung des Tourismus, an die ein Gedenkstein mit den technischen Daten der Großen Dolomitenstraße erinnert, wurde durch den Ersten Weltkrieg unterbrochen, als das Gelände östlich des Pordoijochs unmittelbar zum Kampfgebiet wurde. Bei Arabba verlief die Frontlinie der Österreicher gegen Italien; die Italiener sprengten in der Nacht vom 17. auf den 18. April 1916 den Col di Lana, den die Österreicher daraufhin als Verteidigungsstellung aufgeben mussten. Dennoch kam es nicht zu einem italienischen Durchbruch.
Der Darstellung des Gebirgskrieges widmet sich das seit 2015 bestehende „Kriegsmuseum 1915–1918 Dolomiten“, welches sich seit 2018 in der Talstation der Seilbahn befindet. Vom Pass aus zu Fuß erreichbar ist eine Gedächtnisstätte mit Soldatenfriedhof, auf dem 8582 österreichische und deutsche Gefallene des Ersten und 847 Gefallene des Zweiten Weltkriegs bestattet sind.
In den 1950er Jahren erlebte die Region nach dem Zweiten Weltkrieg, der im Gegensatz zum Ersten Weltkrieg auf dem Pordoipass keine großen Schäden hinterließ, einen neuen wirtschaftlichen Aufschwung. 1962 errichtete Maria Dezulian, genannt „Madre del Pordoi“, zusammen mit ihrem Sohn Francesco die Seilbahn zum Sass Pordoi, eine der ersten in den Dolomiten und ohne Zwischenstütze zwischen Tal- und Bergstation. Es folgte die Anlage weiterer Lifte, Wanderwege und Klettersteige in der Sella. Die während des Krieges mit deutschen Luftnachrichtentruppen der Wehrmacht und italienischen Wachmannschaften besetzten Hotels wurden wiedereröffnet, weitere Unterkünfte, Restaurationsbetriebe und Souvenirgeschäfte hinzugefügt. Im Sommer bauen zudem Händler aus der Region auf den Parkplätzen entlang der Passstraße ihre Verkaufsstände auf. Der Pordoipass ist der höchstgelegene der Dolomitenstraße und bietet vor allem mit seinem weiten Blickfeld nach Osten ein atemberaubendes Dolomitenpanorama.

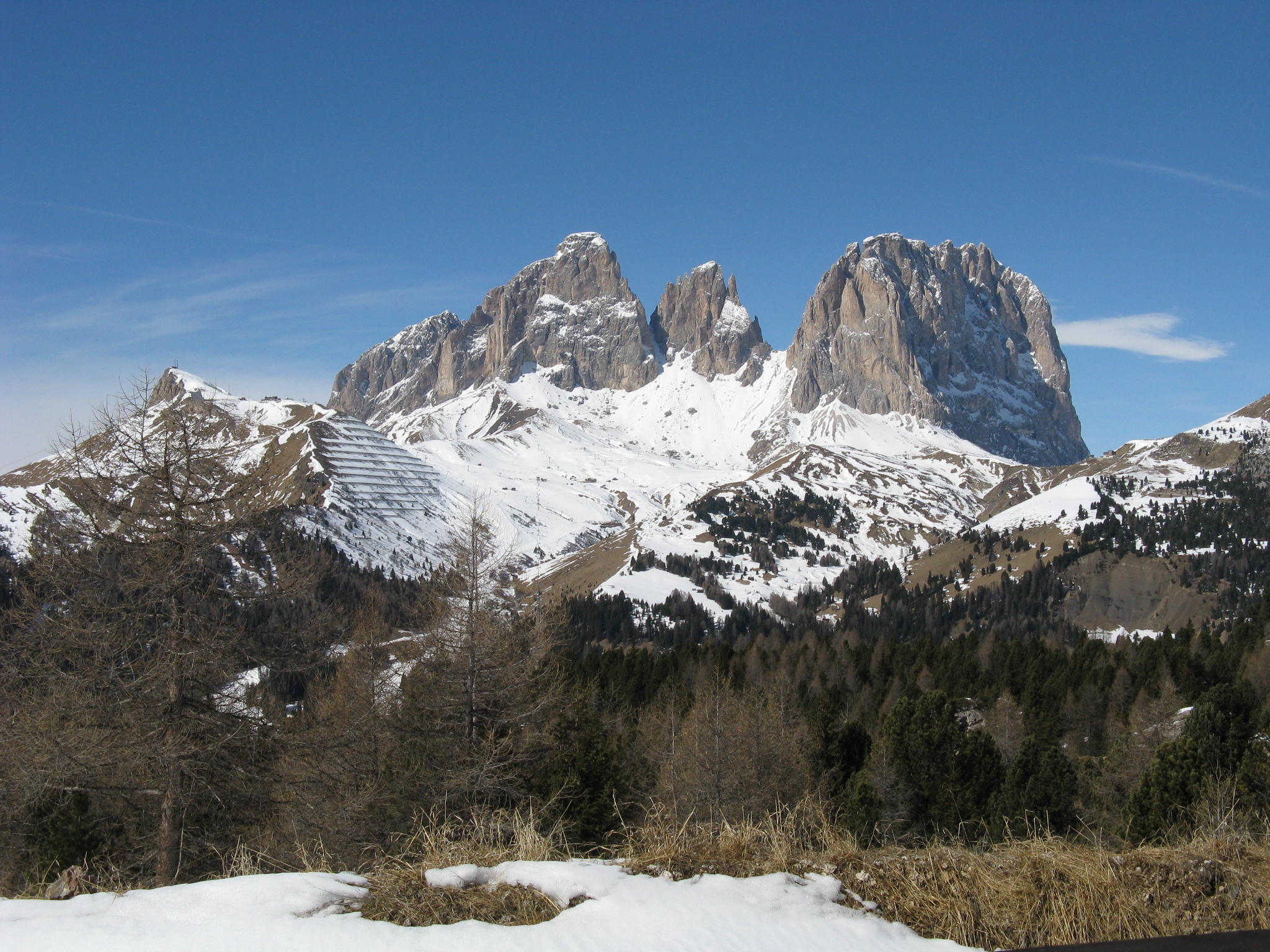
Trentiner Seite mit Langkofel
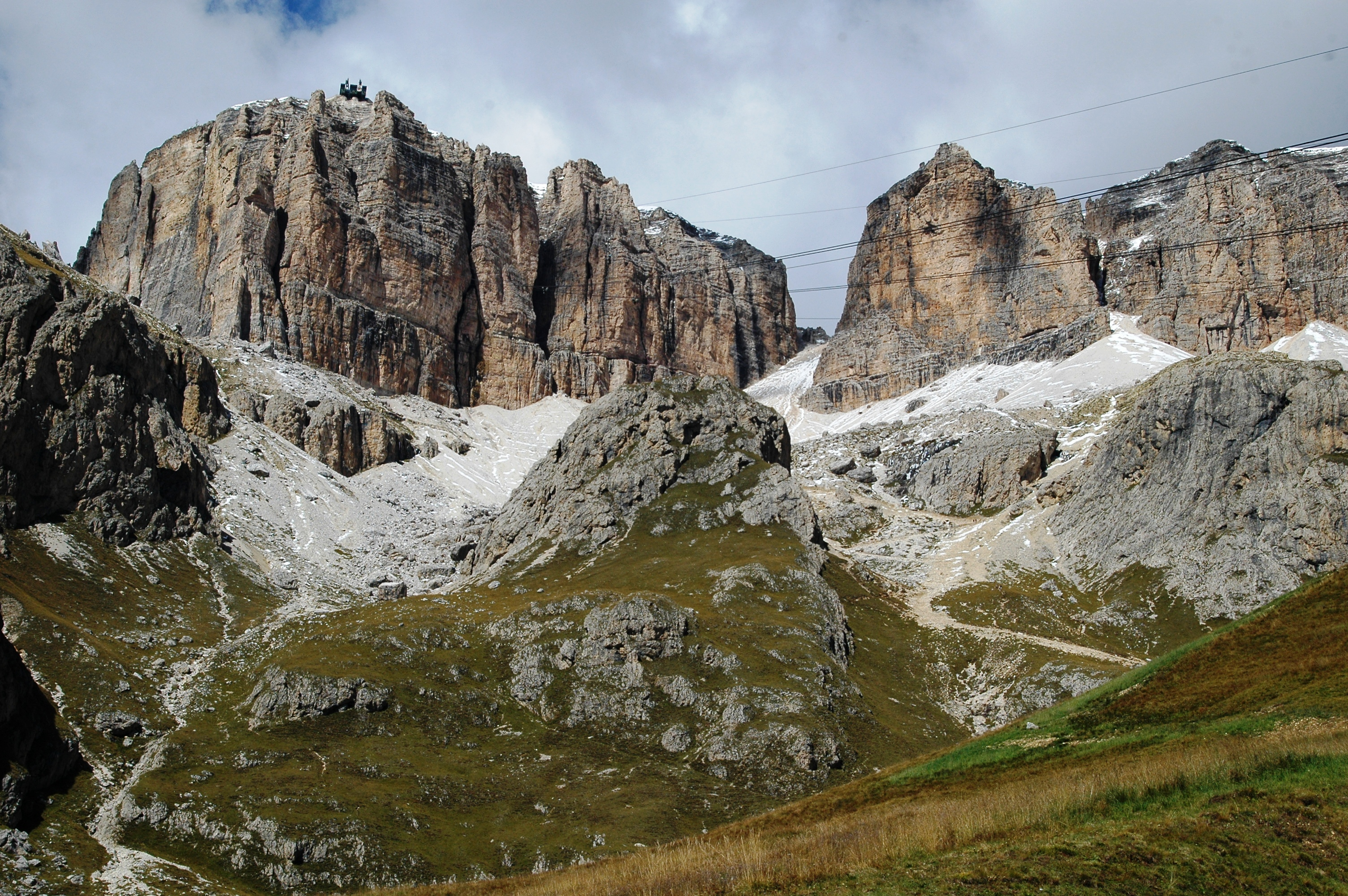
Blick auf die Sella-Gruppe
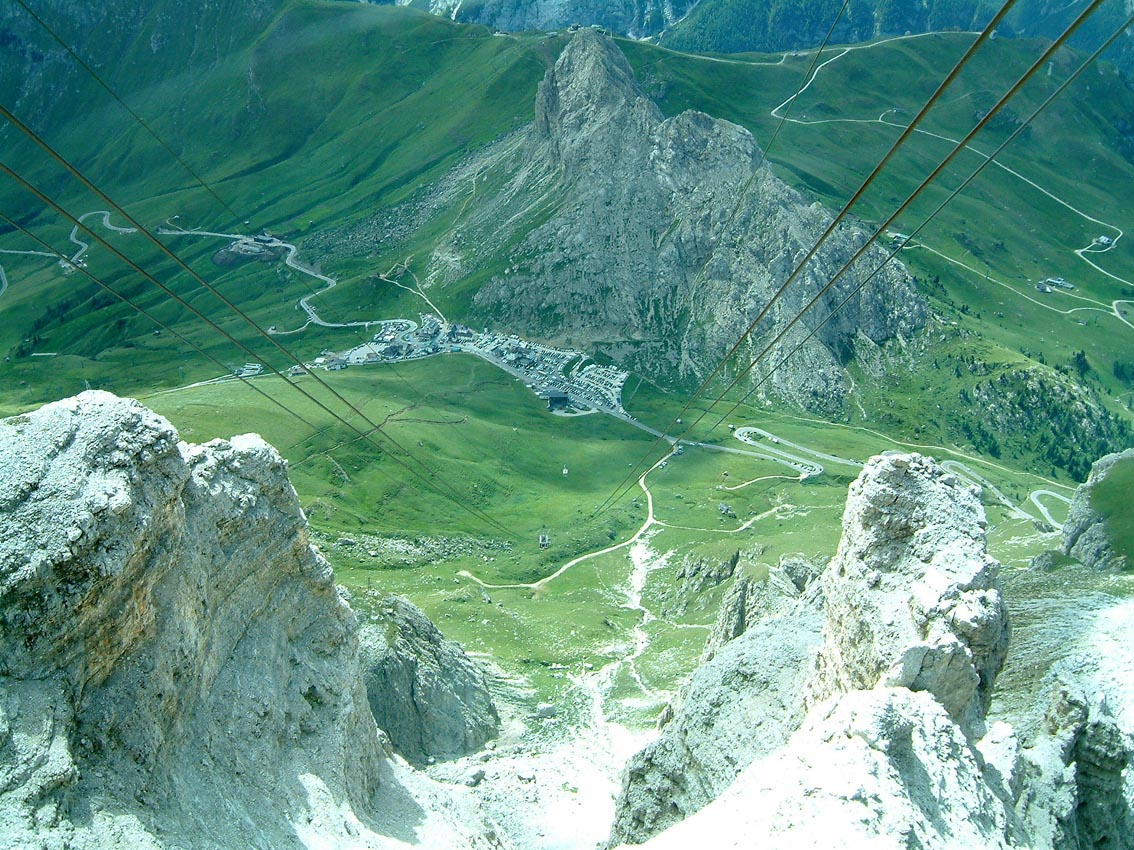
Blick auf das Pordoijoch
Panorama von Passhöhe und Abfahrt in Richtung Buchenstein, im Vordergrund der Sasso Beccé, links der Padonkamm, dahinter die schneebedeckte Marmolata

## Touristische Infrastruktur und Sport
Das Pordoijoch bildet zusammen mit dem Sellajoch, dem Grödner Joch und dem Campolongo-Sattel die Vierpässefahrt rund um den Sellastock.
Leichte Wanderwege führen nach Canazei und Arabba. Durch die Pordoischarte zum Sass Pordoi und weiter zum Piz Boè führt der Dolomiten-Höhenweg Nr. 2. Die Seilbahn, die in vier Minuten die 700 Höhenmeter zum Sass Pordoi überwindet, verkürzt diesen Aufstieg erheblich. Auf die Vorkämme der Marmolata kann man zum sogenannten Bindelweg aufsteigen; auf diesem Panoramaweg entlang der historischen Handelsroute vom Trentino nach Venetien sind die Marmolata, das Fassatal und der Fedaiasee zu sehen. Er wird zu den schönsten in den Dolomiten gezählt.
Im Winter ist das Pordoijoch auch eine Alternative zum Belvedere im Rahmen der Sellaronda mit Pisten-Anschluss an das Skigebiet Lupo Bianco/Belvedere. Es ist Teil des überregionalen Skigebiets Dolomiti Superski. Der Sass Pordoi ist für geübte Skifahrer Ausgangspunkt für eine Abfahrt durch die Pordoi-Scharte, zurück auf den Pass sowie eine hochalpine Skitour durch das sich vom Sella-Hochplateau nach Norden öffnende Mittagstal (Val Mesdì).
Weitere Skiabfahrten mit mehreren Liften verlaufen auf Trentiner Seite im Bereich des Col di Ross (sowie auf venetischer Seite in Richtung Arabba).

### Giro d’Italia
Das Pordoijoch war mehrfach Etappenziel des Giro d’Italia:
- 6. Juni 1990: 16. Etappe; Sieger war der Franzose Charly Mottet;
- 12. Juni 1991: 17. Etappe, gewonnen von Franco Chioccioli;
- 7. Juni 1996: 20. Etappe, gewonnen von Enrico Zaina;
- 1. Juni 2001: 13. Etappe, gewonnen von dem Mexikaner Julio Pérez Cuapio.

Auf dem Pordoijoch befindet sich auch ein Denkmal für den 5-maligen Giro-Sieger Fausto Coppi (1919–1960).